# Markt Rettenbach
Markt Rettenbach é um município da Alemanha, situado no distrito da Baixa Algóvia, no estado da Baviera. Tem 51,45 km² de área, e sua população em 2019 foi estimada em 3.859 habitantes.